# ホゼ・パシーヤス
ホゼ・パシーヤス（José Antonio Pasillas II、ホセ・アントニオ・パシージャスII 1976年4月26日 - ）は、アメリカ合衆国のミュージシャンである。ロックバンドのインキュバスのドラマーである。メキシコ系アメリカ人。

## 略歴
カリフォルニア州のカラバサスで育った。彼は1990年にドラムを始めた。1991年の後半、ホセと友人のブランドン・ボイド、マイク・アインジガー、元ベーシストのダーク・ランス（ベンケニーは2003年にランスの辞任で加入）は、カラバサスのサンフェルナンドバレー前哨の高校でインキュバスを結成。

## 人物
DWドラムとサビアンシンバルを所持している。
ドラムについて正式なトレーニングを一度も受けたことがないと述べた。
彼はフルタイムでインキュバスに専念する前は、フルタイムの美術学生（ブランドンと同様）であり、彼は自由な時間にデザインを作成し続けている。